# Kilimanihewa (Nanyumbu)
Kilimanihewa ist ein Verwaltungsbezirk (englisch Ward) des Distrikts Nanyumbu in der tansanischen Region Mtwara.

## Geografie
Kilimanihewa liegt im Südosten von Tansania, es ist der nördliche Teil der Distrikthauptstadt Mangaka. Der Bezirk grenzt im Norden und im Osten an Nangomba, im Süden an Mangaka und im Nordwesten an Sengenya. Bei der Volkszählung 2022 lebten 12.927 Menschen in 3835 Haushalten auf einer Fläche von 54 Quadratkilometern.

## Gliederung
Der Bezirk besteht aus fünf Gemeinden (Mtaa) mit 29 Orten (Kitongoji):
| Kilimanihewa - Mkwajuni - Soweto - Mnazimmoja - Shuleni - Mzalendo - Kisiwani - Tankini - Umoja | Lidede - Sekondari - Msikitini - Lidede - CDC Amani - Kilimanihewa - Ikulu | Ngalinje - Soweto - Mzalendo - Sokoine - Kambarage - Kagera | Mnonia - Mapinduzi - Azimio - Umoja - Legezamwendo - Kalipinde - Tuungane - Namipaka | Mwambani - Mgombani - Msikitini - Shuleni |

## Infrastruktur
- Bildung: Die Mangaka Secondary School ist eine staatliche weiterführende Schule. Sie bildet Tages- und Internatsschüler bis zur 4. Stufe aus.[7]
- Verkehr: Die Grenze im Süden bildet die Nationalstraße T6, die nach Westen nach Ruvuma und nach Osten in die Regionshauptstadt Mtwara führt.[8]